# Sturla Ásgeirsson
Sturla Ásgeirsson (Reykjavík, 20 de julho de 1980) é um handebolista profissional islandês, medalhista olímpico.
Sturla Ásgeirsson fez parte do elenco da inédita medalha de prata, em Pequim 2008.